# Priscah Jeptoo
Priscah Jeptoo (Nandi, 26 giugno 1984) è una maratoneta keniota, medaglia d'argento ai Mondiali di Taegu 2011 e ai Giochi olimpici di Londra 2012.

## Palmarès
| Anno | Manifestazione  | Sede   | Evento   | Risultato | Prestazione | Note |
| ---- | --------------- | ------ | -------- | --------- | ----------- | ---- |
| 2011 | Mondiali        | Taegu  | Maratona | Argento   | 2h29'00"    |      |
| 2012 | Giochi olimpici | Londra | Maratona | Argento   | 2h23'12"    |      |

## Altre competizioni internazionali
2007
- Argento alla Mezza maratona di San Paolo ( San Paolo) - 1h17'02"
- 8ª alla Santos Tribuna 10K ( Santos) - 34'20"

2008
- 7ª alla Corrida Internacional de São Silvestre ( San Paolo), 15 km - 53'58"

2009
- Oro alla Maratona di Porto ( Porto) - 2h30'40"

2010
- Oro alla Maratona di Torino ( Torino) - 2h27'02"
- Argento alla Padova Marathon ( Padova) - 2h30'53"
- Oro alla Mezza maratona di Ribarroja ( Ribarroja) - 1h11'13"

2011
- Oro alla maratona di Parigi ( Parigi) - 2h22"51"
- Oro alla Mezza maratona di Goyang ( Goyang) - 1h10'26"
- Oro alla Corrida Internacional de São Silvestre ( San Paolo), 15 km - 48'48"
- 5ª alla Corrida de Mulher ( Lisbona), 5 km - 16'02"
- Oro al Cross Internacional de Soria ( Soria) - 27'28"

2012
- Bronzo alla maratona di Londra ( Londra) - 2h20"14"
- Oro alla Mezza maratona del Portogallo ( Lisbona) - 1h10'32"
- Oro alla Corrida de Săo Silvestre ( Luanda) - 32'31"

2013
- Oro alla Maratona di Londra ( Londra) - 2h20"15"
- Oro alla Maratona di New York ( New York) - 2h25"07"
- Oro alla Great North Run ( Newcastle upon Tyne) - 1h05'45"
- Argento alla Mezza maratona di Ras al-Khaima ( Ras al-Khaima) - 1h06'11"
- Oro alla Mezza maratona di Bogotá ( Bogotà) - 1h12'24"
- Oro alla Corrida de Săo Silvestre ( Luanda) - 32'10"
- Oro alla Corrida de Mulher ( Lisbona), 5 km - 15'47"

2014
- Oro alla Mezza maratona di Ras al-Khaima ( Ras al-Khaima) - 1h07'02"
- Oro alla Zevenheuvelenloop ( Nimega), 15 km - 46'59"
- Bronzo alla Corrida Internacional de São Silvestre ( San Paolo), 15 km - 51'29"

2015
- 7ª alla Maratona di Londra ( Londra) - 2h25'01"
- 6ª alla Maratona di New York ( New York) - 2h27'03"
- Bronzo alla Mezza maratona di Lisbona ( Lisbona) - 1h09'21"
- Oro alla Corrida de Mulher ( Lisbona), 5 km - 15'47"

2016
- 8ª alla Maratona di Londra ( Londra) - 2h27'27"
- 4ª alla Maratona di Amsterdam ( Amsterdam) - 2h25'57"
- Argento alla Great North Run ( Newcastle upon Tyne) - 1h07'55"
- 8ª alla Mezza maratona di Ras al-Khaima ( Ras al-Khaima) - 1h08'04"

2019
- 10ª alla Maratona di Valencia ( Valencia) - 2h24'16"
- Oro alla Stramilano ( Milano) - 1h08'27"

2021
- 10ª alla Maratona di Parigi ( Parigi) - 2h32'09"

2022
- 6ª alla Maratona di Amburgo ( Amburgo) - 2h28'48"